# Pijijiapan
Pijijiapan är en ort i Mexiko.   Den ligger i kommunen Pijijiapan och delstaten Chiapas, i den sydöstra delen av landet, 800 km sydost om huvudstaden Mexico City. Pijijiapan ligger 47 meter över havet och antalet invånare är 15 101.
Terrängen runt Pijijiapan är kuperad åt nordost, men åt sydväst är den platt. Runt Pijijiapan är det ganska glesbefolkat, med 28 invånare per kvadratkilometer. Pijijiapan är det största samhället i trakten. Trakten runt Pijijiapan består till största delen av jordbruksmark.